# 2011 en tennis
| Années du tennis : 2008 - 2009 - 2010 - 2011 - 2012 - 2013 - 2014    |
| Décennies du tennis : 1980 - 1990 - 2000 - 2010 - 2020 - 2030 - 2040 |

Cet article résume les faits marquants de l'année 2011 dans le monde du tennis.

## Faits marquants

### Janvier
- Du 17 au 30 janvier :
  - Open d'Australie
    - La possibilité d'être tenant des quatre titres de Grand Chelem  pour Rafael Nadal disparaît lorsque celui-ci s'incline face à David Ferrer en quart de finale.
    - Novak Djokovic remporte son second titre en Grand Chelem.
    - Francesca Schiavone se défait de Svetlana Kuznetsova sur le score de 6-4, 1-6, 16-14 en 4h44 minutes de jeux en huitième de finale. Il s'agit du plus long match féminin en Grand Chelem de l'ère Open.
    - Li Na est la première chinoise à atteindre une finale de Grand Chelem (perdue face à Kim Clijsters après avoir remporté le premier set).

- Le 31 janvier, pour la première fois de l'histoire de la WTA, le Top 10 contient 10 nationalités différentes.

### Février
- Premier titre sur l'ATP World Tour pour six joueurs, trois en simple et trois en double : 
  - en simple, 
    - Kevin Anderson à Johannesbourg le 6 février,
    - Ivan Dodig à Zagreb le même jour,
    - Milos Raonic à San José le 13.

  - en double, 
    - Adil Shamasdin à Johannesbourg le 6,
    - Robin Haase à Marseille le 20,
    - Leonardo Mayer à Buenos Aires le 20.
- Le 13 février, Robin Söderling défend son titre à Rotterdam et remporte par la suite le 20 février l'Open 13. Son début de saison se montre impressionnant, avec un ratio de 17 victoires pour seulement une défaite.
- Andy Roddick atteint le 20 février sa cinquantième finale ATP, et remporte son treizième titre à Memphis.
- Le 27 février, Juan Martín del Potro, récemment remis de sa blessure au poignet et de retour sur le circuit ATP, décroche son premier titre à Delray Beach depuis son exploit face à Roger Federer à l'US Open en 2009.

### Mars
- Ivo Karlović sert une première balle à 251 km/h le 5 mars lors du double de Coupe Davis contre l'Allemagne. Le Croate s'empare du record du service le plus rapide jusqu'alors détenu par Andy Roddick (249 km/h).